# Mucuchíes
Mucuchíes è una cittadina venezuelana, ubicata nel comune di Rangel dello stato di Mérida.
Situato a 8° 45' di latitudine Nord ed a 70° 55' di longitudine ovest, si trova ad un'altitudine di 2.983 m s.l.m., essendo una delle città a maggiore altezza del Venezuela, in realtà è catalogato come il paese a maggiore altitudine in Venezuela, dopo San Rafael de Mucuchíes, (3.080) ed Apartaderos (3.500). Le Festività patronali sono celebrate durante il mese di Dicembre, essendo i suoi santi patroni Lucia da Siracusa e Benito di Palermo, queste feste sono caratterizzate per il gran colorito e contenuto folcloristico.

## Toponomastica
Il suo nome completo è Santa Lucía de Mucuchíes. Mucu, "luogo, sito" e Chía, la dea della luna. Gli spagnoli chiamarono così al paese per gli indigeni che l'abitavano.

## Storia
In questa regione vivevano gli indios mucuchíes, il cui primo contatto con gli spagnoli successe nel 1559, quando il capitano Fernando Cerrada ch'era tenente di Juan Maldonado, arrivò in queste terre andine. Come molti insediamenti della zona, originalmente fu un paese di dottrina, in un principio amministrata dai Padri Domenicani e in seguito dagli agostiniani. La sua prima fondazione risale al 1586 a opera del capitano Bartolomé Gil Naranjo con gli indigeni ch'era riuscito a riunire il padre agostiniano Bartolomé Díaz, in allora quello gli fu dato il nome di  San Sebastián.
Nel 1620 ci fu un altro tentativo di fondazione per Vásquez de Cisneros con le encomiendas che erano stati assegnate a Miguel Trejo, Juan de Carvajal (fondatore di El Tocuyo), Antonio de Aranguren, Pedro Álvarez de Castrellón e Diego di Monsalve. Gli indigeni scomparvero e praticamente il paese sparì fino a che nel 1626, il Visitatore della provincia di Mérida, Pedro di Menas Albás y Toledo rifondò il paese col nome di Santa Lucía di Mucuchíes.
Muchuchíes annovera tra i più illustri dei suoi figli il Cardinal José Humberto Quintero Parra.